# Riccardo Montolivo
Riccardo Montolivo (Caravaggio, 18 de janeiro de 1985) é um ex-futebolista italiano que atuava como meio-campista. Seu último clube foi o Milan.

## Carreira

### Atalanta
Montolivo começou jogando nas categorias de base da Atalanta, e fez sua estreia na Serie A na temporada 2003–04. Após o rebaixamento da equipe para a segunda divisão, foi negociado com a Fiorentina em 2005. 

### Milan
Foi anunciado como novo reforço do Milan no dia 17 de maio de 2012, assinando contrato por quatro temporadas. Pouco mais de um ano depois, após as saídas dos experientes Alessandro Nesta, Andrea Pirlo e Filippo Inzaghi, Montolivo foi nomeado oficialmente como novo capitão do time em junho de 2013.
Na temporada 2017–18, que efetivamente foi a sua última como profissional, foram 26 partidas disputadas (sendo 18 como titular), três gols marcados e duas assistências. Já na temporada 2018–19, foi colocado no banco pelo técnico Gennaro Gattuso e não atuou em nenhuma partida.

### Aposentadoria
Depois de um ano e meio sem entrar em campo, anunciou oficialmente sua aposentadoria no dia 13 de novembro de 2019, aos 34 anos. O jogador alegou que a decisão foi tomada por negligência do Milan, alegando falta de interesse do clube rossonero em valorizar um dos seus ídolos.

## Seleção Nacional
Após ter defendido a Itália em todas as Seleções de base, incluindo a Sub-21 e a Olímpica, Montolivo fez sua estreia na Seleção Italiana principal no dia 17 de outubro de 2007, em um amistoso contra a África do Sul. No ano seguinte, representou a Seleção Italiana nas Olimpíadas de Pequim.
Com a Seleção Italiana, o jogador participou da Copa das Confederações de 2009, da Copa do Mundo de 2010 e da Copa das Confederações de 2013, onde levou um cartão vermelho.
Convocado para a Copa do Mundo de 2014, Montolivo acabou cortado da lista após se contundir no amistoso diante da Irlanda, realizado no dia 31 de maio de 2014 e que terminou empatado em 0 a 0. Numa dividida com Alex Pearce, o meia italiano fraturou a tíbia e precisou ser operado, não se recuperando a tempo de disputar o Mundial.

## Estilo de jogo
Típico regista, isto é, um volante italiano que habitualmente joga na frente da linha de zaga e tem a função de armar as jogadas da equipe e proteger a sua área, Montolivo também podia jogar pelos lados do campo ou como um meia armador, mas rendendo sempre mais centralizado do que nas demais posições. Tinha como principais características os bons e passes e lançamentos, a visão de jogo privilegiada, os chutes de longa distância, os desarmes precisos e o seu posicionamento em campo, participando de quase todas jogadas ofensivas, mas ajudando também na parte defensiva.

## Títulos
Milan
- Supercopa da Itália: 2016

### Prêmios individuais
- Oscar del Calcio - Revelação da Serie A: 2007
- Prêmio especial no Globe Soccer Awards: 2014